# Плахтиевка (Харьковская область)
Плахтиевка (укр. Плахтіївка), село, 
Семеновский сельский совет,
Близнюковский район,
Харьковская область.
Код КОАТУУ — 6320686005. Население по переписи 2001 г. составляет 11 (6/5 м/ж) человек.

## Географическое положение
Село Плахтиевка находится в 5-и км от села Семеновка.
В селе есть пруд.

## История
- 1825 - дата основания.

## Экономика
- В селе есть овце-товарная ферма.